# Vespolina
La vespolina est un cépage italien de raisins noir. Il ne faut pas la confondre avec le cépage Vespaiola.

## Origine et répartition géographique
Le cépage « Vespolina »  provient du nord de l'Italie. 
Il est classé cépage d'appoint en DOC Boca, Colline Novaresi, Coste della Sesia, Fara, Ghemme et Sizzano.
Il est classé recommandé en province de Novare, Verceil et Pavie dans les régions Piémont et Lombardie. En 1998, sa culture couvrait une superficie de 175 ha.

## Caractères ampélographiques
- Extrémité du jeune rameau cotonneux blanchâtre à liseré faiblement carminé.
- Jeunes feuilles duveteuses, un peu bronzées.
- Feuilles adultes, 5 lobes avec des sinus supérieurs assez  profonds, un sinus pétiolaire en U largement ouvert, des dents anguleuses, moyennes ou étroites, un limbe couvert d'un duvet mou.

## Aptitudes culturales
La maturité est de troisième époque tardive: 35 jours après le chasselas. 

## Potentiel technologique
Les grappes sont de taille grandes et les baies sont de taille moyenne. La grappe est cylindro-conique, peu serrée. Le cépage est de moyenne vigueur et d'une fertilité régulière mais peu abondante. 
Il donne des vins de rouge vif, délicatement parfumé et avec un taux d'alcool moyen. Il est vinifié généralement en assemblage

## Synonymes
La vespolina est connue sous les noms de balsamina, guzetta, nespolina, nespolino, nespoulìn, ughetta, ughetta di Canneta, uvetta di Canneto, 